# Schloss Nové Hrady (Ostböhmen)

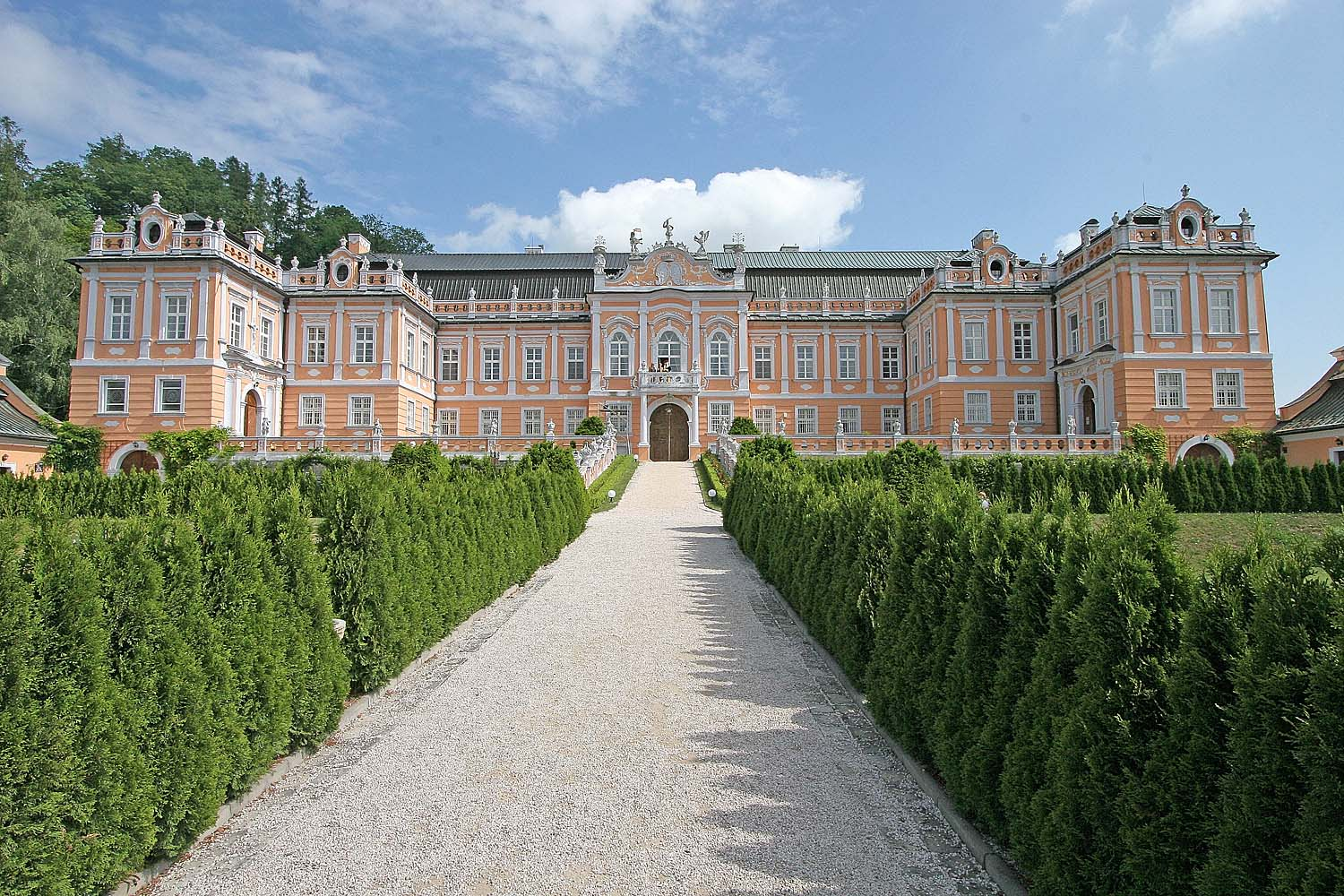
Das Schloss Nové Hrady

Das Schloss Nové Hrady (deutsch Schloss Neuschloß) befindet sich in Nové Hrady in der Tschechischen Republik, im Okres Ústí nad Orlicí.

## Geschichte
Das Rokokoschloss wurde zwischen 1774 und 1777 im Auftrag des Grafen Johann Anton Joseph Harbuval-Chamaré erbaut. Der Architekt Josef Jäger entwarf es im Stil französischer Sommerresidenzen. Deswegen wird es auch „Klein Schönbrunn“ oder „Böhmisches Versailles“ genannt. Der Schlosskomplex besteht aus dem Eingangstor mit anschließendem französischem Garten, dem beidseitigen Verwaltungsgebäude, dem Kornlager und dem englischen Park mit den Statuen aus Sandstein. Bergauf befinden sich die Ruinenreste der gotischen Burg, die beim Bau des Schlosses abgetragen wurde und als Baumaterial diente.
1997 wurde das Schloss restauriert und 2001 öffentlich zugänglich gemacht.

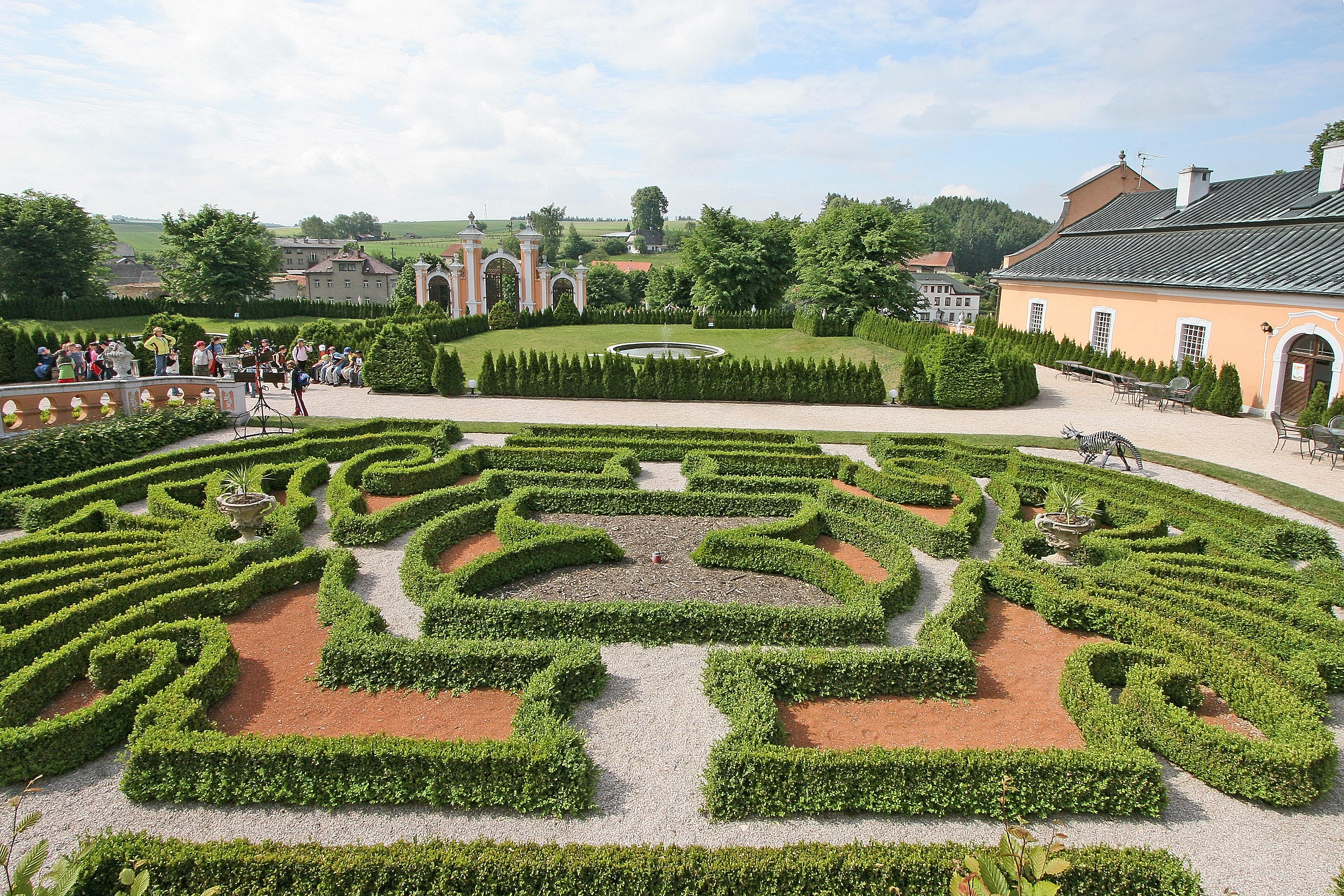
Detailaufnahme des Französischen Gartens
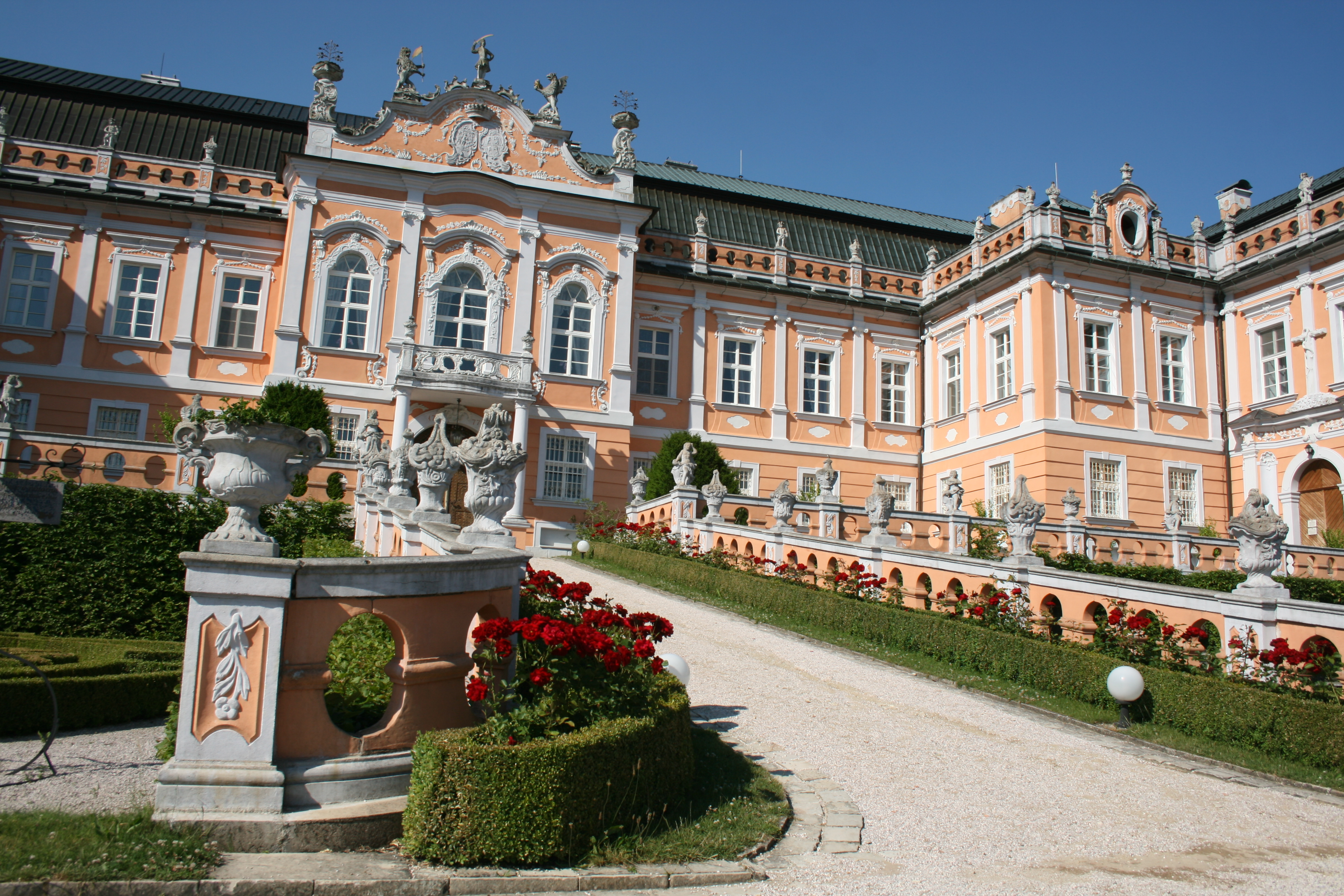
Hauptgebäude
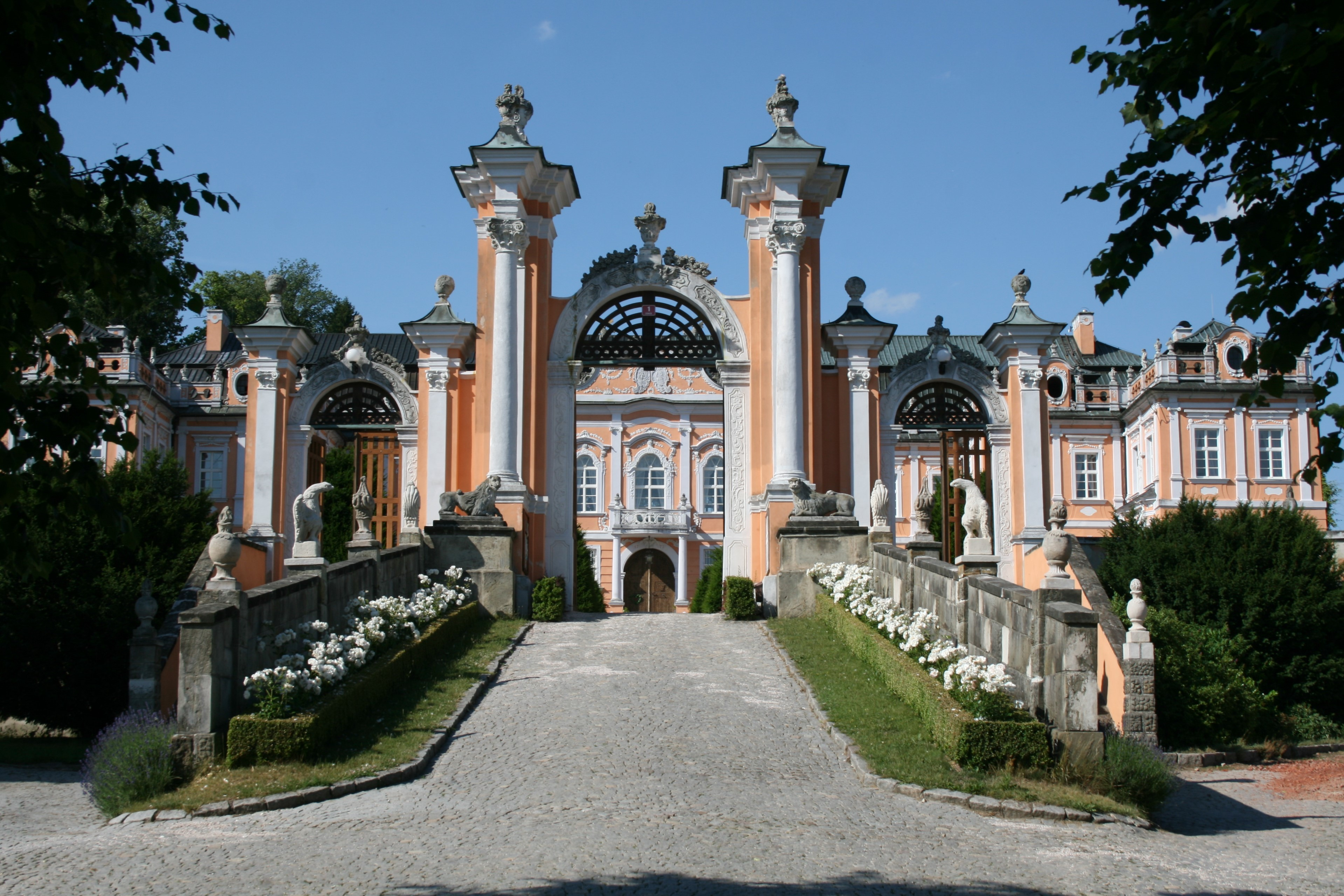
Eingangstor
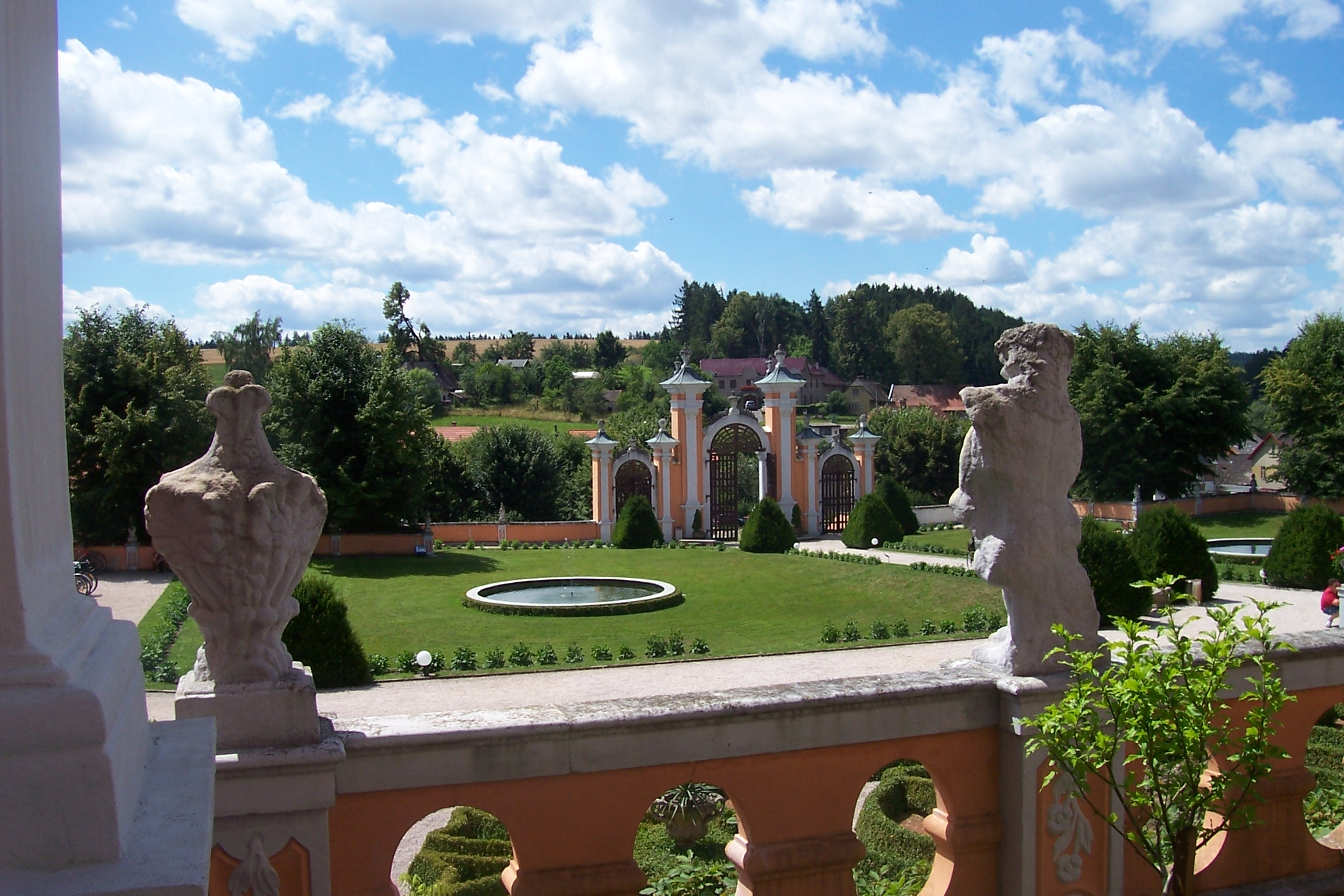
Blick auf den Garten